# 490
| Calendário gregoriano                                                        | 490 CDXC                        |
| Ab urbe condita                                                              | 1243                            |
| Calendário arménio                                                           | -62 – -61                       |
| Calendário bahá'í                                                            | -1354 – -1353                   |
| Calendário budista                                                           | 1034                            |
| Calendário chinês                                                            | 3186 – 3187                     |
| Calendário copta                                                             | 206 – 207                       |
| Calendário etíope                                                            | 482 – 483                       |
| Calendários hindus - Vikram Samvat - Calendário nacional indiano - Cáli Iuga | 545 – 546 411 – 412 3590 – 3591 |
| Calendário Holoceno                                                          | 10490                           |
| Calendário islâmico                                                          | 136 BH – 135 BH                 |
| Calendário judaico                                                           | 4250 – 4251                     |
| Calendário persa                                                             | 132 BP – 131 BP                 |
| Calendário rúnico                                                            | 740                             |
| Calendário solar tailandês                                                   | 1033                            |

490 (CDXC, na numeração romana) foi um ano comum do século V do Calendário Juliano, da Era de Cristo, e a sua letra dominical foi G (52 semanas), teve início numa segunda-feira e terminou também numa segunda-feira. Segundo o horóscopo chinês, foi o ano do Cavalo.
| Ano completo                         |
| ------------------------------------ |
| Ano comum com início à segunda-feira |

## Nascimentos
- São Félix IV, 54.º papa.
- Bonifácio II, 55.º papa.
- Santo Agapito I, 57.º papa.